# 메타몽

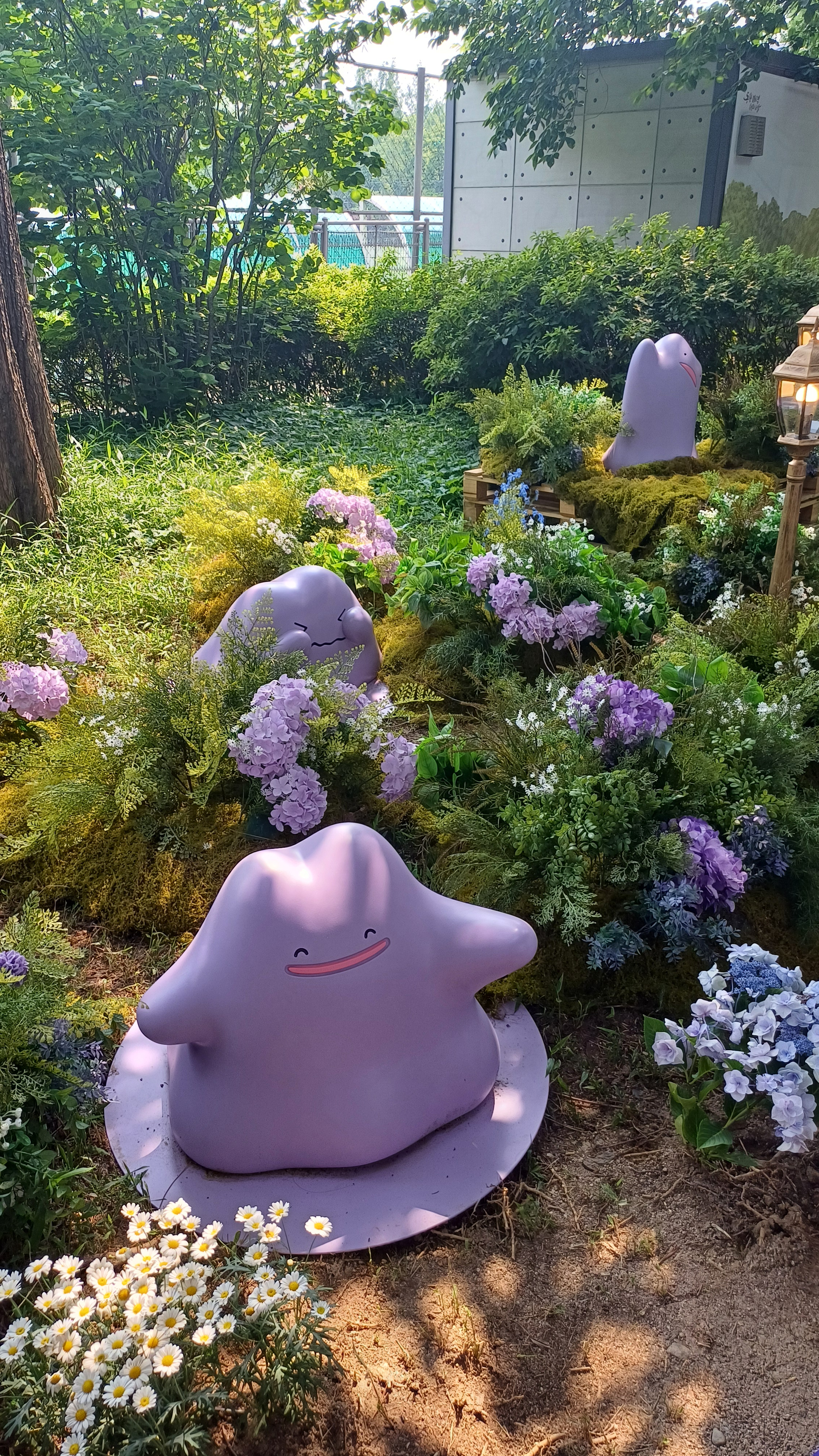
보라매공원에 있는 포켓몬스터 메타몽 모형물

메타몽(일본어: メタモン)은 포켓몬스터의 포켓몬 중 하나다. 비디오 게임에 처음 등장한 이후 "포켓몬 GO"과 같은 관련된 다양한 상품에 등장했다. 또한 포켓몬스터의 만화와 애니메이션에도 등장한다.